# کشاف امام مهدی
کشاف امام مهدی (عربی: کشاف الإمام المهدی؛ به معنای پیشاهنگان امام مهدی)، یک جنبش جوانان است که در ۵ مه ۱۹۸۵ در لبنان توسط سازمان سیاسی و شبه‌نظامی حزب‌الله تأسیس و به نام حجت بن الحسن نامگذاری شد.
کشاف امام مهدی، در سال ۱۹۹۸، به عضویت اتحاد کشاف لبنان و در نتیجه سازمان جهانی پیشاهنگی درآمدند. این سازمان حدود ۱۰۰٬۰۰۰ عضو از هر دو جنس بین سنین ۸ تا ۱۶ سال دارد که در ۵۰۰ گروه محلی سازماندهی شده‌اند.